# Aeropuerto de Cairns
El Aeropuerto de Cairns (del inglés: Cairns Airport) (IATA: CNS, OACI: YBCS) es un aeropuerto australiano doméstico e internacional ubicado en Cairns, Queensland, Australia. Es el sexto aeropuerto más ocupado de Australia. Este aeropuerto está ubicado a 7 kilómetros (4 millas) al norte de Cairns, en el suburbio de Aeroglen. Este aeropuerto está entre Mount Whitfield al oeste y Trinity Bay al este.
El Aeropuerto de Cairns sirve vuelos de cabotaje, internacionales y de aviación comercial, incluyendo operadores de helicópteros. Hay vuelos a las grandes urbes australianas, a destinos turísticos, comunidades regionales en el Extremo Norte de Queensland, y destinos internacionales en la región Asia-Pacífico con conexiones al resto del mundo. El aeropuerto fue la base de operaciones principal para la extinta Australian Airlines hasta junio del 2006 (este aeropuerto se mantiene como una ciudad importante para la compañía principal, Qantas). También es la base para la Royal Flying Doctor Service de Australia y los helicópteros de búsqueda y rescate del servicio de emergencia del estado.

## Aerolíneas y destinos

### Destinos nacionales
| Aerolíneas          | Destinos |
| ------------------- | --- |
| Airnorth            | Darwin, Gove |
| Alliance Airlines   | Groote Eylandt, Weipa Chárter: Century Mine, Cloncurry, Trepell                                                 |
| Hinterland Aviation | Cooktown, Kowanyama, Pormpuraaw                                                                                 |
| Jetstar             | Adelaida, Brisbane, Darwin, Gold Coast, Melbourne, Perth, Sídney Estacional: Newcastle                          |
| Qantas              | Brisbane, Melbourne, Sídney                                                                                     |
| QantasLink          | Adelaida, Ayers Rock, Brisbane, Canberra, Darwin, Horn Island, Mackay, Moranbah, Rockhampton, Townsville, Weipa |
| Rex Airlines        | Brisbane, Burketown, Doomadgee, Mornington Island, Mount Isa, Normanton, Townsville                             |
| Skytrans            | Aurukun, Bamaga, Horn Island, Kowanyama, Lockhart River, Pormpuraaw, Proserpine                                 |
| Virgin Australia    | Adelaida, Brisbane, Melbourne, Perth, Sídney                                                                    |

### Destinos internacionales
| Ciudades por países               | Nombre del aeropuerto                       | Aerolíneas                          | Aeronaves | Frecuencias semanales |
| Asia                              | Asia                                        | Asia                                | Asia      | Asia                  |
| --------------------------------- | ------------------------------------------- | ----------------------------------- | --------- | --------------------- |
| China                             |                                             |                                     |           |                       |
| Shanghái                          | Aeropuerto Internacional de Shanghái Pudong | China Eastern Airlines (Estacional) |           |                       |
| Indonesia                         |                                             |                                     |           |                       |
| Denpasar                          | Aeropuerto Internacional Ngurah Rai         | Jetstar Airways                     | A32x      |                       |
| Japón                             |                                             |                                     |           |                       |
| Osaka                             | Aeropuerto Internacional de Kansai          | Jetstar Airways                     | B787-8    |                       |
| Tokio                             | Aeropuerto Internacional de Haneda          | Virgin Australia                    | B737      |                       |
| Tokio                             | Aeropuerto Internacional de Narita          | Jetstar Airways                     | B787-8    |                       |
| Singapur (1 destino, 1 aerolínea) |                                             |                                     |           |                       |
| Singapur                          | Aeropuerto Internacional de Singapur        | Singapore Airlines                  |           |                       |
| Oceanía                           |                                             |                                     |           |                       |
| Nueva Zelanda                     |                                             |                                     |           |                       |
| Auckland                          | Aeropuerto Internacional de Auckland        | Air New Zealand (Estacional)        |           |                       |
| Papúa Nueva Guinea                |                                             |                                     |           |                       |
| Isla de Lihir                     | Aeropuerto de la Isla de Lihir              | PNG Air (Chárter)                   |           |                       |
| Moro                              | Aeropuerto de Moro                          | Air Niugini                         |           |                       |
| Port Moresby                      | Aeropuerto Internacional de Jacksons        | Air Niugini PNG Air (Chárter)       |           |                       |
| Tabubil                           | Aeropuerto de Tabubil                       | Asia Pacific Airlines (Chárter)     |           |                       |

### Carga
| Aerolíneas               | Destinos                    |
| ------------------------ | --------------------------- |
| Australian air Express   | Brisbane, Melbourne, Sydney |
| HeavyLift Cargo Airlines | Honiara, Port Moresby       |

## Estadísticas
Ver fuente y consulta Wikidata.